# Meccus
Meccus is een geslacht van wantsen uit de familie van de Reduviidae (Roofwantsen). Het geslacht werd voor het eerst wetenschappelijk beschreven door Carl Stål in 1859.

## Soorten
Het genus bevat de volgende soorten:

- Meccus bassolsae (Alejandre Aguilar, Nogueda Torres, Cortéz Jimenez, Jurberg, Galvão & Carcavallo, 1999)
- Meccus dimidiatus (Latreille, 1811)
- Meccus longipennis (Usinger, 1939)
- Meccus mazzottii (Usinger, 1941)
- Meccus pallidipennis (Stål, 1872)
- Meccus phyllosomus (Burmeister, 1835)
- Meccus picturatus (Usinger, 1939)